# 駄ケ原川
駄ケ原川（だがはるがわ）は、福岡県福岡市の油山を源流とし、福岡市城南区樋井川2丁目付近で樋井川に合流する準用河川である。

## 河川改修
昭和60年度から平成12年度にかけて準用河川改修事業等により樋井川合流点から外環状道路まで1000mの区間を対象に河川改修が実施された。